# اون هاند
اون هاند (انگلیسی: Eoin Hand؛ زادهٔ ۳۰ مارس ۱۹۴۶) بازیکن و مربی سابق فوتبال اهل جمهوری ایرلند است.
از باشگاه‌هایی که در آن بازی کرده‌است می‌توان به باشگاه فوتبال سوئیندون تاون، باشگاه فوتبال پورتسموث، و باشگاه فوتبال شامروک روورز، باشگاه فوتبال پورتسموثاشاره کرد.وی همچنین ۲۰ بازی برای تیم ملی فوتبال جمهوری ایرلند انجام داده است.